# گمینا سوسنوویتسا
گمینا سوسنوویتسا (به لهستانی:  Gmina Sosnowica) یک گمینا در لهستان است که در شهرستان پارچف واقع شده‌است. گمینا سوسنوویتسا ۱۷۲٫۳۵ کیلومتر مربع مساحت و ۲٬۶۶۸ نفر جمعیت دارد.